# پنوئل

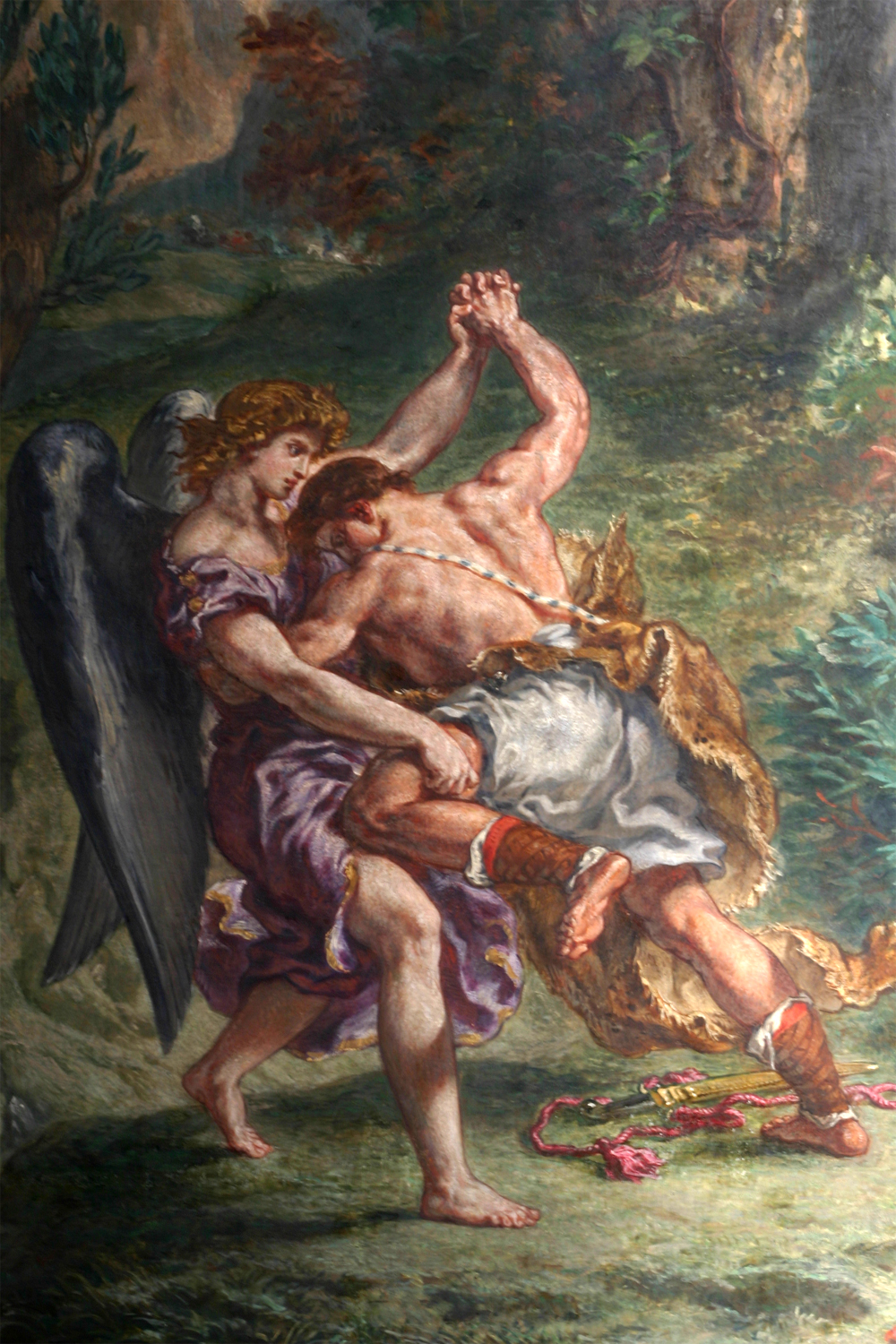
تصویر کشتی یعقوب با فرشته در پنوئل، اثر یوژن دلاکروا.

پنوئل (یا پنیل، پنوئل؛ عبری :פְּנוּאֵל) مکانی است که در کتاب مقدس تنخ توصیف شده‌است که در نزدیکی سوکوت، در شرق رود اردن و جنوب رودخانه یابوک در اردن کنونی قرار دارد.
پنوئل در کتاب پیدایش به عنوان محل مبارزه یعقوب با فرشته ذکر شده‌است. در کتاب پادشاهان، از آن به عنوان پایتخت یربعام، اولین پادشاهی شمالی اسرائیل که او آن را مستحکم کرد، یاد شده‌است.

## روایت کتاب مقدس
در اینجا یعقوب (پیدایش ۳۲:۲۴–۳۲) "با مردی" ("فرشته" ۱۲:۴) "تا آخر وقت"کشتی گرفت. این رویداد باعث شد که خدا (یا فرشته) نام یعقوب را به «اسرائیل» تغییر دهد (پیدایش ۳۲:۲۸)، که در لغت به معنای «کسی که با خدا سر و دست می‌شکند»، (به معنای واقعی کلمه (دست‌وپنجه نرم کردن با خدا) تفسیر می‌شود. .